# Якоб Лемер
Якоб Лемер (нід. Jacob le Maire; 1585—1616) — нідерландський мореплавець.
Разом з Віллемом Схаутеном здійснив навколосвітню подорож в 1615—1616. Метою експедиції на суднах «Eendracht» (220 т) та «Hoorn» (110 т) було знаходження нового шляху до Островів спецій через Тихий океан, в обхід монополії Голландської Ост-Індійської компанії.
У кінці травня 1615 Лемер и Схаутен відпливли з міста Горну. 7 грудня 1615, біля берегів Патагонії на «Hoorn»і виникла пожежа, що повністю його знищила
25 грудня 1615 Лемер і Схаутен відкрили острів Лос-Естадос, який вони назвали Землею Штатів (оскільки вони вирішили, що це його північна частина Невідомої Південної землі). Протока між островами Естадос і Вогняна Земля зараз називається на його честь — Ле-Мер. 29 січня 1616 підійшла до південної точки Південної Америки — мису Горн (названий на честь рідного міста Схаутена — Горна). 
У квітні 1616 Лемер і Схаутен відкрили декілька островів архіпелагу Туамоту, в травні — північну частину архіпелагу Тонга, і 25 червня досягнули архіпелаг Бісмарка, відкрив острови Нова Ірландія і Новий Ганновер. 17 вересня 1616 експедиція прибула до Молуккам після шістнадцяти з половиною місяців плавання. На Яві Лемер був заарештований агентами Ост-Індійської компанії та відправлений в Голландію; помер у дорозі.